# ياهو!
شركة ياهو! المندمجة (بالإنجليزية: Yahoo! Incorporated) هي شركة خدمات حاسوبية أمريكية مقرها في مدينة سانيفال (بالإنجليزية: sunnyvale) بولاية كاليفورنيا، في وادي السيليكون (بالإنجليزية: silicon valley) وتملكها شركة فرايزون ميديا.
تأسست شركة ياهو! الأصلية على يد جيري يانغ وديفيد فيلو في يناير 1994 وتم دمجها في 2 مارس 1995. كان ياهو أحد رواد عصر الإنترنت المبكر في التسعينيات.
تقوم شركة ياهو بإدارة بوابة الشبكة العالمية إنترنت ودليل للشبكة، كما تقدم منتجات وخدمات أخرى من أشهرها خدمة «البريد الإلكتروني"،»محرك بحث"، و"خدمة إخبارية"، "ياهو! دليل - ديركتوري"، "ياهو! ماسنجر"، "ياهو! المالية - فيننس"، "ياهو! مجموعات - كربس"، "ياهو! الإجابات"، "الإعلانات"، "الخرائط عبر الإنترنت"، "ياهو! جيوسيتيز «، "مشاركة الفيديو»، «الرياضات الخيالية» وموقعها على وسائل التواصل الاجتماعي. في أوجها كان أحد أشهر المواقع في الولايات المتحدة..
تأسست شركة ياهو! على يد خريجي جامعة ستانفورد جيري يانج (بالإنجليزية: Jerry Yang) وديفيد فايلو (بالإنجليزية: David Filo) في يناير عام 1994، وأعلنت كشركة رسمياً في 2 مارس 1995.
ووفقا لشركات تحليل بيانات الإنترنت (مثل أليكسا (بالإنجليزية: Alexa Internet)، كوم سكور (بالإنجليزية: comScore) وكومبيت.كوم (بالإنجليزية: compete.com)، فان بوابة ياهو! هي من أكثر المواقع زيارة على الإنترنت، بأكثر من 130 مليون زائر مختلف شهريا، ومتوسط زيارات لصفحات شبكة ياهو! العالمية وصل لـ 3.4 مليار زيارة يوميا منذ أكتوبر 2007، مما يجعلها واحدة من أكثر المواقع الأمريكية زيارة.
وفقًا لمزودي تحليلات الويب دائما كأليكسا وسميلارويب، وصل موقع ياهولأكثر من 7 مليارات مشاهدة شهريًا - حيث احتل المرتبة السادسة بين أكثر مواقع الويب زيارة على مستوى العالم في عام 2016.
في 1 فبراير عام 2008، قامت شركة مايكروسوفت بتقديم عرض لشراء شبكة ياهو! بسعر 31 دولار أمريكي للسهم الواحد، أي ما يعادل 44.6 مليار دولار لاستحواذ على البوابة ككل. رفض العرض من مجلس إدارة ياهو! في 11 فبراير بسبب انخفاض قيمة عرض مايكروسوفت على حد قولهم.
كانت ياهو ذات يوم واحدة من أكبر شركات الإنترنت، لكنها تراجعت ببطء بدءًا من أواخر العقد الأول من القرن الحادي والعشرين. وفي عام 2017 أعلنت شركة فيرايزون للاتصالات عن استحواذها على معظم أعمال ياهو على الإنترنت مقابل 4.48 مليار دولار، باستثناء حصصها في «مجموعة علي بابا» و«ياهو! اليابان»، والتي تم نقلها إلى شركة «الطابة» التي خلفت ياهو. على الرغم من تراجعه عن الشهرة، لا تزال مواقع نطاقات ياهو من بين أكثر المواقع شعبية، حيث تحتل المرتبة العاشرة في العالم وفقًا لتصنيفات أليكسا اعتبارًا من أكتوبر 2019.

## التاريخ والنمو

### التأسيس (1994-1995)

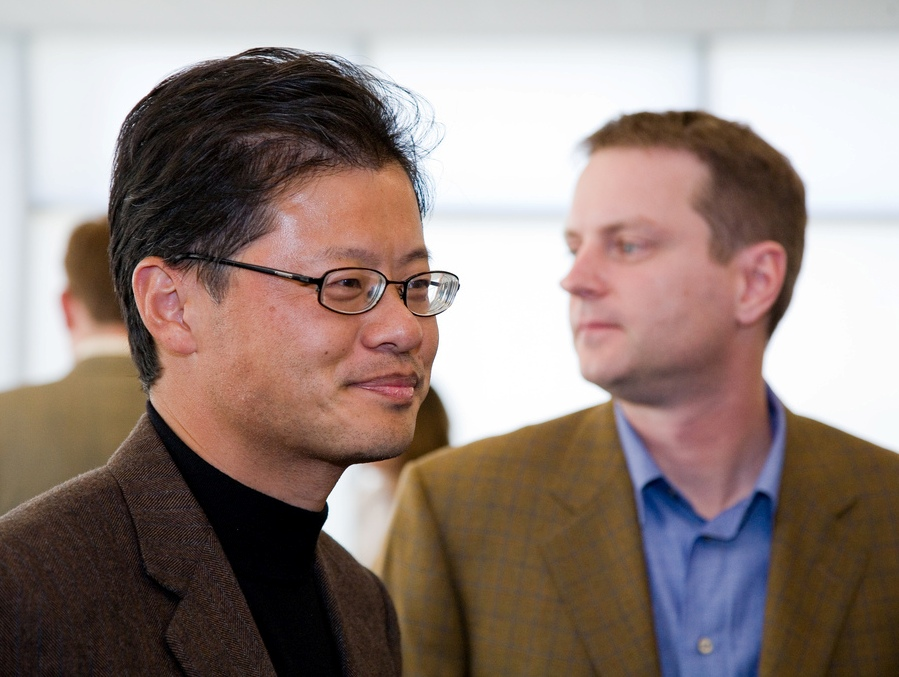
مؤسسا ياهو! جيري يانج (يسار) وديفيد فايلو

في يناير 1994، تخرج جيري يانج وديفيد فايلو من قسم الهندسة الكهربائية بجامعة ستانفورد. حينها أنشأوا موقعًا على الإنترنت باسم «دليل جيري وديفيد لشبكة الويب العالمية». كان الموقع عبارة عن دليل لمواقع أخرى، تم تنظيمه في تسلسل هرمي، على عكس فهرس الصفحات القابل للبحث. وفي أبريل 1994، تم تغير اسم «دليل جيري وديفيد للانترنت» إلى «ياهو!». كلمة «ياهو» هي الاسم «المعكوس تاجي» لـ «آخر أوراكل منظم هرميًا آخر» أو «آخرأوراكل هرمي رسمي آخر». يصف مصطلح «هرمي» كيفية ترتيب قاعدة بيانات ياهو في طبقات من الفئات الفرعية. كان المقصود من مصطلح «أوراكل» هو «مصدر الحقيقة والحكمة»، ووصف مصطلح «الضابط»، بدلاً من أن يكون مرتبطًا بالمعنى العادي للكلمة، العديد من العاملين في المكاتب الذين سيستخدمون «قاعدة بيانات ياهو» أثناء تصفحهم من العمل. ومع ذلك، أصرفايلو ويانج انهم اختارو الاسم بسبب اعجابهم بتعريف الكلمة، والذي يأتي من كتاب جولليفرز ترافلز (بالإنجليزية: Gulliver's Travels) لجونثان سويفت (بالإنجليزية: Jonathan Swift): «بذيء، ليس معقد وغير مألوف». هذا المعنى مشتق من عرق ياهو للكائنات الخيالية من رحلات جوليفر.. وكان عنوان الموقع هو: "akebono.stanford.edu/yahoo".
بحلول نهاية عام 1994، كان موقع ياهو! قد تعدى مليون زيارة. أدرك يانج وفايلو أن موقعهما له قدرة تجارية هائلة، وفي 1 مارس عام 1995، أعلنت ياهو! كشركة رسميا، وفي 5 أبريل 1995، قامت سيكيوا كابيتال (بالإنجليزية: Sequoia Capital) بمد ياهو! بدورتين من رأسمال مغامر به، وفي 12 أبريل 1995، تم أول عرض عام لياهو!، جمعت منه 33.8 مليون دولار، ببيع 2.6 مليون سهم بسعر 13 دولار للسهم الواحد.
اسم «ياهو» كان بالفعل علامة تجارية مسجلة لصلصة شواء وسكاكين ملكا لشركة (إبيسكو للصناعات (بالإنجليزية: EBSCO Industries)، ولذلك، ولترخيص علامتهم التجارية، زود يانج وفايلوا علامة تعجب بنهاية الاسم ليصبح «ياهو!».
في عام 1995 أيضاً، تم إطلاق محرك البحث ياهو! والذي سرعان ما أصبح أول محرك بحث مشهور على شبكة الويب العالمية.

### النمو (1996 - 1999)
نمت شركة ياهو بسرعة خلال التسعينات من القرن الماضي. أطلقت شركة ياهو أسهمها للعامة (للاكتتاب العام) في أبريل 1996 حيث ارتفع سعر السهم إلى 600% في غضون سنتين. مثل العديد من محركات البحث وأدلة الويب، أضافت ياهو بوابة ويب، مما يجعلها في منافسة مع خدمات مثل إكست ولايكوس وإيه أو إل. بحلول عام 1998، كانت ياهو هي نقطة البداية الأكثر شيوعًا لمستخدمي الويب، ودليل ياهو الذي تم تحريره بواسطة الإنسان هو محرك البحث الأكثر شيوعًا، حيث تلقى 95 مليون مشاهدة للصفحة يوميًا وهو ثلاثة أضعاف العدد مقارنة بالمنافسة إكست.
أطلقت شركة ياهو خدمة البريد الإلكتروني في أكتوبر 1997 بعد استحواذها على خدمة روكيت ميل التي تم إعادة تسميتها إلى بريد ياهو!. في عام 1999، قامت ياهو بأكبر عمليتي شراء لخدمة جيوسيتيز بقيمة 3.6 بليون دولار وخدمة برودكاست (بالإنجليزية: Broadcast.com) بقيمة 5.7 بليون دولار.

### الأزمات في سوق العمل

#### الصراع مع شركة جوجل
في عام 2000، كانت ياهو تستخدم جوجل كمحرك بحث افتراضي لصفحاتها الأمريكية، لكنها توقفت عن استخدام جوجل وبدأت باستخدام آلياتها الخاصة في البحث في عام 2004. بالإضافة إلى ذلك، قامت ياهو بتقديم سعة تخزين غير محدودة للبريد الإلكتروني في عام 2007 وذلك استجابةً إلى جوجل جي ميل. عانت شركة ياهو من أزمة اقتصادية في عام 2008 وقامت بإقالة عدد من موظفيها لهدف زيادة أرباحها.

#### محاولة الاستحواذ الفاشلة لمايكروسوفت

شعار الشركة منذ 1995 حتى 2013 (الشعار باللون الأرجواني مستخدم منذ 2009)

قام كل من مايكروسوفت وياهو! بالدخول في محدثات اندماج في 2005، 2006، و2007 جميعها باءت بالفشل. خلال هذا الوقت تشكك الكثير من المحللين في حكمة هذا الاندماج.
في 1 فبراير، 2008 بعد رفض ياهو! لعرض مايكروسوفت الودي للاستحواذ، قامت مايكروسوفت بمحاولة استحواذ غير ملتمسه لشراء ياهو! مقابل 44.6$ مليار نقدا وأسهم من مايكروسوفت، بعدها بايام أخذت ياهو! باعتبارها عدة بدائل للاندماج مع مايكروسوفت، منها الاندماج مع عملاق الإنترنت جوجل أو صفقة محتملة مع شركة نيوز كورب (بالإنجليزية: News Corp)، وفي 11 فبراير، 2008 قررت ياهو! رفض عرض مايكروسوفت لانه «يقلل كثرا من قيمة علامة ياهو!»، الاستثمارات، وآفاق النمو. وفي 22 فبراير، 2008 رفعت شركتا معاشات من ديترويت، ميشيغان قضية على ياهو! ومجلس ادارتها بسبب خرقهم لواجباتهم نحو حملة الاسهم بمعارضة عرض مايكروسوفت للاستحواذ والسعي وراء صفقات «مدمرة للقيمة» مع شركات أخرى. وفي بداية مارس صرح رئيس مجلس إدارة جوجل اريك شميت عن انه قلق من احتمال الاندماج بين مايكروسوفت وياهو! لانه سيضر بالشبكة العالمية ويقلل انفتاحها. في نفس الوقت هبطت قيمة عرض مايكروسوفت النقدي والاسهم بحلول 4 أبريل إلى 42.2$ مليار بسبب هبوط قيمة سهم مايكروسوفت. وفي 5 أبريل، بعث رئيس مجلس إدارة مايكروسوفت ستيف بالمر رسالة إلى مجلس إدارة ياهو! يهدد بانه خلال ثلاث اسابيع ان لم توافق ياهو! على عرض مايكروسوفت، فان مايكروسوفت سوف تتقرب لحملة اسهم ياهو! مباشرة لحثهم على انتخاب مجلس إدارة جديد والتقدم بمحادثات الاندماج. فردت ياهو! في 7 أبريل بانهم ليسوا ضد عرض الاندماج، ولكنهم يريدون عرضا أفضل. وصرحوا بأن نهج مايكروسوفت العدواني يضر بالعلاقات بين الشركتين وبفرص اندماج ودي. ولاحقا بعد ذاك اليوم، صرحت ياهو! بأن عرض مايكروسوفت الاصلي ذا 45$ مليار دولار مرفوض. وبعدها، جرت محادثات جدية لبحث اندماج ياهو! وإيه أو إل الخاصة بـتايم ورنر، عوضا عن عرض مايكروسوفت.
بحلول عام 2011، بلغت القيمة السوقية لـ ياهو مكتوب 22.24 مليار دولار (فقط نصف ما عرضته شركة مايكروسوفت قبل ثلاث سنوات). حلت كارول بارتز محل يانغ كرئيس تنفيذي في يناير 2009. في سبتمبر 2011، تمت إزالتها من منصبها في ياهو من قبل رئيس مجلس إدارة الشركة روي بوستوك، وتم تعيين المدير المالي تيم مورس كرئيس تنفيذي مؤقت للشركة.
في أوائل عام 2012، بعد تعيين سكوت طومسون كرئيس تنفيذي، بدأت الشائعات تنتشر حول تسريح العمال الذي يلوح في الأفق. غادر العديد من المديرين التنفيذيين الرئيسيين، بما في ذلك مدير الإنتاج بليك إيرفينغ. في 4 أبريل / نيسان 2012، أعلنت «ياهو» عن إلغاء 2000 وظيفة، أو حوالي 14 بالمائة من عمالها البالغ عددهم 14100. كان من المتوقع أن يوفر الخفض حوالي 375 مليون دولار سنويًا بعد الانتهاء من عمليات التسريح في نهاية عام 2012. في رسالة بريد إلكتروني تم إرسالها إلى الموظفين في أبريل 2012، كرر طومسون وجهة نظره بأن العملاء يجب أن يأتوا أولاً في ياهو. كما أعاد تنظيم الشركة بالكامل.
في 13 مايو 2012، أصدرت شركة ياهو بيانًا صحفيًا جاء فيه أن طومسون لم يعد يعمل مع الشركة، وأنه سيتم استبداله على الفور على أساس مؤقت من قبل روس ليفنسون، الذي تم تعيينه مؤخرًا كرئيس لمجموعة ياهو الإعلامية الجديدة. كان إجمالي تعويض طومسون عن فترة عمله التي امتدت 130 يومًا مع ياهو 7.3 مليون دولار على الأقل.
في 15 يوليو 2012، تم تعيين ماريسا ماير رئيسًا ومديرًا تنفيذيًا لشركة ياهو، اعتبارًا من 17 يوليو 2012.
في 19 مايو 2013 وافق مجلس إدارة ياهو على شراء 1.1 مليار دولار لموقع التدوين تمبلر. سيظل ديفيد كارب، الرئيس التنفيذي والمؤسس لشركة تمبلر، مساهماً كبيراً. وبحسب ما ورد يشير الإعلان إلى اتجاه متغير في صناعة التكنولوجيا، حيث استحوذت الشركات الكبيرة مثل ياهو وفيسبوك وجوجل على شركات الإنترنت الناشئة التي حققت أرباحًا منخفضة كوسيلة للتواصل مع مجتمعات الإنترنت الكبيرة سريعة النمو. ذكرت صحيفة وول ستريت جورنال أن شراء تمبلر سوف يلبي حاجة ياهو إلى «مركز اتصالات وشبكات اجتماعية مزدهر». في 20 مايو، أعلنت الشركة عن استحواذها على تمبلر رسميًا وتم الانتهاء من الصفقة في واحد شهر. كما أعلنت الشركة عن خطط لفتح مكتب في سان فرانسيسكو في يوليو 2013.
في 2 أغسطس 2013، استحوذت ياهو على روكميلت؛ تم الاحتفاظ بموظفيها، ولكن تم إنهاء جميع منتجاتها الحالية.
كشفت البيانات التي جمعتها كوم سكو خلال يوليو 2013 أن عددًا أكبر من الأشخاص في الولايات المتحدة زاروا مواقع ياهو على الويب خلال الشهر أكثر من جوجل؛ كانت هذه المناسبة هي المرة الأولى التي يتفوق فيها أداء ياهو على جوجل منذ 2011. لم تحسب البيانات استخدام الهاتف المحمول ولا تمبلر.
في 12 ديسمبر 2014، أكملت شركة ياهو الاستحواذ على شركة برايت رول لإعلانات الفيديو مقابل 583 مليون دولار.
في 21 نوفمبر 2014، أُعلن أن ياهو استحوذت على كوليريس، التي طورت منتجات عرض الصور على الأجهزة المحمولة والويب وسطح المكتب.

### الرفض وخروقات الأمان وشراء فيريزون ميديا
بحلول الربع الأخير من عام 2013، زاد سعر سهم الشركة بأكثر من الضعف منذ تولي ماريسا ماير منصب الرئيس في يوليو 2012؛ ومع ذلك، بلغ سعر السهم ذروته عند حوالي 35 دولارًا في نوفمبر 2013. لقد ارتفع بالفعل إلى 36.04 دولارًا في منتصف بعد ظهر يوم 2 ديسمبر 2015، ربما بسبب الأخبار التي تفيد بأن مجلس الإدارة كان يجتمع لاتخاذ قرار بشأن مستقبل ماير، وما إذا كان سيتم بيع أعمال الإنترنت المتعثرة ، وما إذا كان سيستمر من حصتها في موقع التجارة الإلكترونية الصيني علي بابا. لم يسير كل شيء على ما يرام خلال فترة ماير، بما في ذلك الاستحواذ على تمبلر بقيمة 1.1 مليار دولار والذي لم يثبت بعد أنه مفيد والغزوات في محتوى الفيديو الأصلي الذي أدى إلى شطب 42 مليون دولار. قال سيدني فينكلشتاين، الأستاذ في كلية توك للأعمال في كلية دارتموث، لصحيفة واشنطن بوست إنه في بعض الأحيان، «أفضل شيء يمكنك القيام به... هو بيع الشركة». سعر إغلاق شركة ياهو في 7 ديسمبر، 2015 كان 34.68 دولارًا.
أفاد دوجلاس ماكميلان من صحيفة وول ستريت جورنال في 2 فبراير 2016 أنه من المتوقع أن تقوم ماريسا ماير، الرئيس التنفيذي لشركة ياهو، بخفض 15٪ من قوتها العاملة.
في 25 يوليو 2016، أعلنت شركة فيرايزون للاتصالات أنها وافقت على شراء الأعمال التجارية الأساسية عبر الإنترنت لشركة ياهو مقابل 4.83 مليار دولار. بعد إتمام عملية الشراء، تم دمج هذه الأصول مع إيه أو إل لتشكيل كيان جديد يُعرف باسم أوت أنس (فيريزون ميديا). في 13 يونيو 2017؛ كان من المقرر أن تستمر ياهو وإيه أو إل وهافينغتون بوست في العمل بأسمائهم الخاصة، تحت قسم الشركة المظلة «أوت أنس (فيريزون ميديا)». [89] واستثنت الصفقة حصة ياهو البالغة 15٪ في مجموعة علي بابا و35.5٪ في ياهو! اليابان. بعد الانتهاء من عملية الاستحواذ، تم الاحتفاظ بهذه الأصول تحت اسم ألتابا، مع فريق تنفيذي جديد.
في 22 سبتمبر 2016، كشفت ياهو عن خرق للبيانات حدث في أواخر عام 2014، حيث كانت المعلومات مرتبطة بما لا يقل عن 500 مليون حساب مستخدم، وهو أحد أكبر الخروقات المبلغ عنها حتى الآن. وجهت الولايات المتحدة لائحة اتهام ضد أربعة رجال، بينهم اثنان من موظفي جهاز الأمن الفيدرالي الروسي، لتورطهم في الاختراق. في 14 ديسمبر / كانون الأول 2016، كشفت الشركة عن حدوث خرق منفصل آخر للبيانات في عام 2014، حيث حصل المتسللون على معلومات حساسة عن الحساب، بما في ذلك أسئلة الأمان، إلى ما لا يقل عن مليار حساب. ذكرت الشركة أن المتسللين استخدموا برامج داخلية مسروقة لتزوير ملفات تعريف الارتباط أش تي تي بي.
رداً على هذه الانتهاكات، ذكرت بلومبيرج نيوز أن فيريزون كانت تحاول إعادة التفاوض على الصفقة لخفض سعر الشراء بمقدار 250 مليون دولار، مما تسبب في زيادة أسعار أسهم ياهو بنسبة 2٪. في 21 فبراير 2017، وافقت شركة فيريزون على خفض سعر الشراء لـ ياهو بمقدار 350 مليون دولار، ومشاركة الالتزامات فيما يتعلق بالتحقيق في انتهاكات البيانات.
في 8 يونيو 2017، وافق مساهمو ياهو على بيع الشركة لبعض أصولها على الإنترنت لشركة فيريزون مقابل 4.48 مليار دولار. تم إغلاق الصفقة رسميًا في 13 يونيو 2017.
في بيان صحفي بتاريخ 3 أكتوبر 2017، ذكرت شركة فيريزون ميديا التابعة لشركة فيريزون، أن جميع حسابات مستخدمي ياهو، حوالي 3 مليارات، تأثرت بسرقة أغسطس 2013.

## شركة ألتابا
في 16 يونيو 2017، تمت إعادة تسمية أجزاء من شركة ياهو الأصلية، والتي لم يتم شراؤها من طرف شركة فيرايزون للاتصالات، باسم «شركة ألتابا». على موقع الويب الخاص بلجنة الأوراق المالية والبورصات الأمريكية، وأدرجت الشركة الجديدة على أنها «غير متنوعة ومغلقة». تم سحب رمز التداول شركة ياهوالسابق، «ياهو»، لصالح «أبا»، علمًا أن رمز التداول لـ ألتابا هو: «أبا» (ياهو! السابق) ، حدث ذلك يوم الاثنين 19 يونيو 2017.
بعد بيع حصتها في مجموعة علي بابا، توقفت شركة ألتابا عن التداول في بورصة ناسداك في ختام يوم 2 أكتوبر 2019. ثم قدمت شهادة حل في ولاية ديلاوير (حيث يقع مقرألتابا)، في 4 أكتوبر 2019.

## المنتجات والخدمات

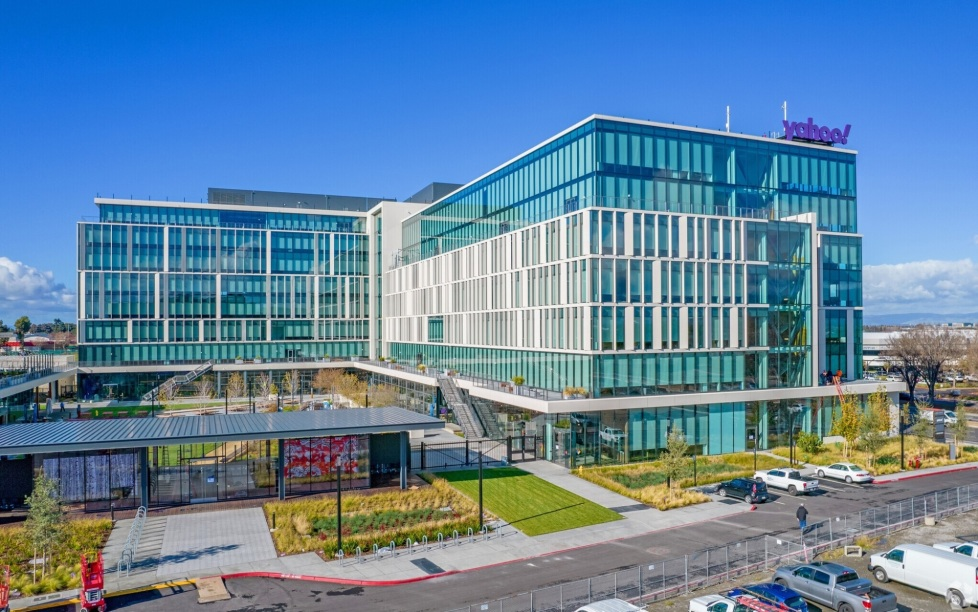
المقر الرئيسي لشركة Yahoo

قامت ياهو بعرض بوابة توفر أحدث الأخبار والمعلومات الترفيهية والرياضية. كما أتاحت هذه البوابة للمستخدمين الوصول إلى خدمات ياهو الأخرى مثل "ياهو! دليل - ديركتوري"، ياهو! البحث، "ياهو! بريد"، "ياهو! ماسنجر" "الياهو! أخبار"، "ياهو! المالية - فيننس"، "ياهو! مجموعات - كربس"، "ياهو! الإجابات"، "الإعلانات"، "الخرائط عبر الإنترنت"، "ياهو! جيوسيتيز"، "مشاركة الفيديو"، ياهو سبورتس، "الرياضات الخيالية" وموقعها على وسائل التواصل الاجتماعي.

### الاتصالات
قدمت ياهو خدمات الاتصال عبر الإنترنت مثل ياهو ماسنجر وياهو بريد. اعتبارًا من مايو 2007، صارت خدمة البريد الإلكتروني الخاصة بياهو توفر مساحة تخزين غير محدودة.
قدمت ياهو خدمات الشبكات الاجتماعية والمحتوى الذي ينشئه المستخدمون، بما في ذلك منتجات مثل ماي ويب وياهو شخصية وياهو 360 ° وديليشس وفليكر وياهو بيز. أغلقت ياهو بيز ومدونة ماي بلوغ بلوغ والعديد من المنتجات الأخرى في 21 أبريل 2011.
تم إغلاق ياهو صور في 20 سبتمبر 2007 لصالح فليكر. في 16 أكتوبر 2007، أعلنت شركة ياهو أنها ستتوقف استخدام ياهو 360 °، من أجل إصلاح إصلاحات الأخطاء البرمجية؛ أوضحت الشركة أنها في عام 2008 ستنشئ «ملفًا شخصيًا عالميًا» مشابهًا لنظام ياهو ماش التجريبي.
في 14 أكتوبر 2020، أعلنت شركة الأم لشركة ياهو، فيريزون ميديا أنه سيتم إغلاق مجموعات ياهو في 15 ديسمبر 2020 بسبب «الانخفاض المستمر في الاستخدام على مدى السنوات العديدة الماضية».

### المحتوى
تتعاون ياهو مع العديد من صناع المحتوى لتنشيط محتوى منتجاتها مثل ياهو رياضة، ياهو مالية، ياهو موسيقى، ياهو أفلام، ياهو طقس، ياهو أخبار، ياهو الإجابات وياهو ألعاب. توفر ياهو خدمة التخصيص، ماي ياهو، والتي تمكن المستخدمين من الجمع بين ميزات ياهو المفضلة وموجزات المحتوى والمعلومات في صفحة واحدة.
في 31 مارس 2008، أطلقت ياهو موقع شاين، وهو موقع مصمم خصيصًا للنساء اللواتي تتراوح أعمارهن بين 25 و 54 عامًا واللواتي يسعين للحصول على معلومات ونصائح عبر الإنترنت.

### خدمات الإنترنت ذات العلامات التجارية المشتركة
طورت ياهو شراكات مع مزودي النطاق العريض مثل إيه تي آند تي. (عبر بروديجي، بيل ساوث وإس بي سي)،  فيرايزون للاتصالات،  روجرز كوميونيكيشنز،  والاتصالات البريطانية، مجموعة من محتويات وخدمات ياهو المجانية والمميزة للمشتركين.

### خدمات المحمول
«ياهو موبايل»، مشغل شبكة افتراضية للهاتف المحمول في اليابان، يقدم خدمات البريد الإلكتروني والمراسلة الفورية والمدونات عبر الهاتف المحمول، بالإضافة إلى خدمات المعلومات وعمليات البحث والتنبيهات. تشمل خدمات هاتف الكاميرا الترفيه ونغمات الرنين.
قدمت ياهو نظام البحث على الإنترنت، المسمى (بحث واحد - وان ساريش) للهواتف المحمولة في 20 مارس 2007. وتشمل النتائج عناوين الأخبار وصور من فليكر وقوائم الأعمال والطقس المحلي وروابط لمواقع أخرى. بدلاً من عرض الأفلام الشهيرة أوبعض المراجعات النقدية فقط، على سبيل المثال، يسرد «وان ساريش» المسارح المحلية التي تعرض الفيلم في الوقت الحالي، إلى جانب تقييمات المستخدمين وعناوين الأخبار المتعلقة بالفيلم. مطلوب رمز بريدي أو اسم مدينة لكي يبدأ «وان ساريش» في تقديم نتائج البحث المحلية.
يتم سرد نتائج بحث الويب في صفحة واحدة ويتم ترتيبها في فئات حسب الأولوية.
اعتبارًا من عام 2012، استخدمت ياهو خدمة تحويل ترميز محتوى الهاتف المحمول من نوفارا لـ«وان ساريش».
«ياهو موبايل» هي أيضًا شركة اتصالات في الولايات المتحدة.

### التجارة
تقدم ياهو خدمات التسوق مثل «ياهو التسوق - شوبن»، «ياهو السيارات»، «وياهو غيل إستت - العقارات»، و«ياهو السفر- ترافل»، والتي تمكن المستخدمين من جمع المعلومات ذات الصلة وإجراء المعاملات التجارية وعمليات الشراء عبر الإنترنت. تم إيقاف «ياهو مزادات» في عام 2007 باستثناء آسيا. «ياهو التسوق» هي خدمة لمقارنة الأسعار تستخدم «خدمة كيلكو» لمقارنة الأسعار التي حصلت عليها في أبريل 2004.

### إعلان
تقدم ياهو «جمناي» (المعروفة الآن باسم «فيريزون وسائل الإعلام الأصلية»، المعروف سابقا باسم «ياهو الإعلان»، و«ياهو! البحث والتسويق») هي خدمة الإعلان على الإنترنت «تدفع عن كل نقرة» أو على أساس «كلمة البحث».
ياهو! تقدم خدمات مثل البحث الدعائي والإعلان المحلي وإرسال المنتج / السفر / الدليل الذي يتيح للشركات المختلفة الإعلان عن منتجاتها وخدماتها على شبكة ياهو. بعد إغلاق إصدار «تجريبي» في 30 أبريل 2010، أعيد إطلاق «ياهو ببليشر نتوارك - شبكة الناشر» كأداة إعلانية تسمح للناشرين عبر الإنترنت بتحقيق الدخل من مواقع الويب الخاصة بهم من خلال استخدام الإعلانات ذات صلة بالموقع.
أطلقت ياهو نظامها الجديد لبيع الإعلانات عبر الإنترنت في الربع الأخير من عام 2006، المسمى «بنما». يسمح للمعلنين بتقديم عروض أسعار لمصطلحات البحث لعرض إعلاناتهم على صفحات نتائج البحث. يأخذ النظام في الاعتبار العطاءات وجودة الإعلان ونسب النقر إلى الظهور وعوامل أخرى في ترتيب الإعلانات. من خلال «بنما»، تهدف ياهو إلى تقديم نتائج بحث أكثر صلة للمستخدمين، وتجربة شاملة أفضل، وزيادة تحقيق الدخل.
في 7 أبريل 2008، أعلنت ياهو عن «أداة متقدمة للحزم (أي بي تي) من ياهو»، والتي كانت تسمى في الأصل «أي أم بي من ياهو»، منصة لإدارة الإعلانات عبر الإنترنت. تعمل المنصة على تبسيط مبيعات الإعلانات من خلال توحيد أسواق البائع والمشتري. تم إطلاق الخدمة في سبتمبر 2008.
في يوليو 2009، وافقت ياهو على استخدام تقنية مايكروسوفت كتقنية حصرية لخدمات البحث الخاصة بها، بينما قدمت مايكروسوفت إعلانات سياقية إلى ياهو على أساس غير حصري. كانت للعلاقات الحصرية في جميع أنحاء العالم قوة مبيعات لمعلني البحث المتميزين في ياهو ومايكروسوفت. في سبتمبر 2011، شكلت ياهو شراكة إستراتيجية لبيع الإعلانات مع اثنين من أكبر منافسيها، إيه أو إل ومايكروسوفت. ولكن بحلول عام 2013، تبين أن هذا كان أداءً ضعيفًا من حيث حصتها في السوق والإيرادات، حيث قامت مايكروسوفت ببساطة بقشط أربعة في المائة من «سوق البحث من ياهو»، دون زيادة حصتها مجتمعة.

### ياهو التالي
كان «ياهو التالي - نكست» مكانًا لاحتضان تقنيات ياهو المستقبلية التي تخضع للاختبار. احتوت على منتديات لمستخدمي ياهو لتقديم ملاحظاتهم للمساعدة في تطوير تقنيات ياهو المستقبلية.

### ياهو بوس
«ياهو بوس» هي خدمة تتيح للمطورين إنشاء تطبيقات بحث تعتمد على تقنية بحث ياهو. من أوائل الشركاء في البرنامج «هاكا» و«مي ديوم» و«ديلفر» و«داي لايف» و«يبول».
في أوائل عام 2011، تحول البرنامج إلى نموذج مدفوع باستخدام نموذج التكلفة لكل استعلام من 0.40 دولارًا أمريكيًا إلى 0.75 دولار أمريكي لكل ألف ظهور (التكلفة لكل 1000 استعلام بوس). السعر، كما أوضحت ياهو، يعتمد على ما إذا كان الاستعلام على الويب أو الصورة أو الأخبار أو معلومات أخرى.

### ياهو ميمي
كانت «ياهو ميمي» خدمة اجتماعية تجريبية، تشبه مواقع التواصل الاجتماعي الشهيرة تويتر وجايكو.
ياهو! كان موقع ميمي عبارة عن موقع تدوين مصغر أطلقه فريق «ياهو أمريكا اللاتينية» في أغسطس 2009. وقد تم تصميم النظام الأساسي على أنه مزيج من الوظائف المستمدة من تويتر وتمبلر. تم إطلاق نسخته التجريبية في الأصل لجمهور برازيلي (لغة برتغالية) مع توسيع الإصدارات اللاحقة لتشمل الجماهير الإسبانية والإنجليزية  والصينية والإندونيسية.

### نعم! الاتصال
يمكّن«نعم! الاتصال» (Y! Connect) الأفراد من ترك التعليقات في لوحات النشر عبر الإنترنت باستخدام معرف ياهو الخاص بهم، بدلاً من الاضطرار إلى التسجيل في المنشورات الفردية. ذكرت صحيفة وول ستريت جورنال أن ياهو تخطط لتقليد هذه الإستراتيجية التي تستخدمها شركة فيسبوك المنافسة للمساعدة في توجيه حركة المرور إلى موقعها.

### ياهو- إمكانية الوصول
استثمرت ياهو موارد لزيادة وتحسين الوصول إلى الإنترنت لمجتمع المعاقين من خلال ياهو«إمكانية الوصول».

### ياهو المحور
كان ياهو «أكسسا - المحور» امتدادًا لمتصفح الويب لسطح المكتب ومتصفح الهاتف المحمول لأجهزة آي أو إس التي أنشأتها وطورتها ياهو. ظهر التمديد لأول مرة في 23 مايو / أيار 2012  وتقاعد في 28 يونيو / حزيران 2013. تم تسريب نسخة من المفتاح الخاص المستخدم لتوقيع امتدادات مستعرض ياهو الرسمية لـ جوجل كروم بطريق الخطأ في الإصدار العام الأول من امتداد كروم.

### ياهو سيرشمونكي
«ياهو سيرشمونكي» كانت خدمة ياهو تسمح للمطورين ومالكي المواقع باستخدام البيانات المنظمة لجعل نتائج بحث ياهو أكثر فائدة وجاذبية بصريًا، وجذب حركة مرور أكثر صلة إلى مواقعهم. تم إغلاق الخدمة في أكتوبر 2010 إلى جانب خدمات ياهو الأخرى كجزء من صفقة بحث مايكروسوفت وياهو. تم اختيار ياهو «سيرشمونكي» كواحد من أفضل 10 منتجات ويب دلالية لعام 2008.

### خدمات منتهية
«ياهوجيوسيتيز - جغرافية المدن» هي خدمة استضافة ويب شهيرة، تأسست في عام 1995 وكانت من أوائل الخدمات التي تقدم صفحات الويب للجمهور. في وقت من الأوقات كان الموقع ثالث أكثر المواقع تصفحًا على شبكة الويب العالمية. اشترت ياهو جيوسيتيز في عام 1999 وبعد عشر سنوات تم إغلاق مضيف الويب وحذف حوالي سبعة ملايين صفحة ويب. ضاع قدر كبير من المعلومات ولكن العديد من هذه المواقع والصفحات تم نسخها في أرشيف الإنترنت  وقواعد بيانات أخرى.
تم إغلاق «ياهو غو»، وهو تطبيق هاتف يستند إلى جافا مع إمكانية الوصول إلى معظم خدمات ياهو، في 12 يناير 2010.
كانت «ياهو 360°» خدمة تجريبية للتدوين / الشبكات الاجتماعية تم إطلاقها في مارس 2005 من طرف ياهو وأغلقت في 13 يوليو 2009. «ياهو ماشا بيتا» كانت خدمة اجتماعية أخرى تم إغلاقها بعد عام واحد من التشغيل قبل ترك الحالة التجريبية.
تم إغلاق "ياهو فوطوز- الصور" في 20 سبتمبر 2007 لصالح التكامل مع فليكر. كان موقع"ياهو تاك - تقنية" عبارة عن موقع ويب يوفر معلومات عن المنتج ونصائح الإعداد للمستخدمين. أطلقت ياهو الموقع في مايو 2006. في 11 مارس 2010، أغلقت ياهو الخدمة وأعادت توجيه المستخدمين إلى "قسم أخبار التكنولوجيا في ياهو". تشمل الخدمات الأخرى المتوقفة "فاريشاس" و""مي ويب" و"البحث الصوتي" و"الحيوانات الأليفة" و"لايف" و"كيك سترت 0 - ركلة البداية " و"حقيبة ياهو للمعلمين".
«ياهو كوبرول» هو موقع ويب إندونيسي لوضع العلامات الجغرافية يسمح للمستخدمين بمشاركة المعلومات حول المواقع دون استخدام جهاز التموضع العالمي(جي بي أس). استحوذت شركة ياهو  على كروبل بعد عام من إنشائها، وفي عام 2011، كان 1.5 مليون شخص يستخدمون الموقع، مع وجود المستخدمين أيضًا في سنغافورة والفلبين وفيتنام. ومع ذلك، فإن ثمانين بالمائة من المستخدمين كانوا إندونيسيين. أوقفت ياهو رسميًا إنتاج «كروبل» في 28 أغسطس 2012، لأنها «لم تحقق أرباحًا أو تفاعلًا بشكل هادف».
تم الإعلان عن إغلاق "ياهو ميل كلاسيك - بريد كلاسيكي" في أبريل 2013. وقد أصدرت ياهو إشعارًا مفاده أنه بدءًا من يونيو 2013، سيتم إغلاقه وكذا كل الإصدارات القديمة الأخرى من "ياهو ميل". من المتوقع أن ينتقل جميع مستخدمي "ميل كلاسيك" إلى "بريد ياهو الجديد" أو استخدام إي أم أي بي أو التبديل إلى خدمة بريد إلكتروني أخرى. بالإضافة إلى ذلك، أدى أبريل 2013 إلى إغلاق قادم، صفقات ياهو، تنبيهات "ياهو أس أم أس"، "ياهو! كدس- أطفال"، ياهو ميل و"مسنجر الهاتف المميز (الجافا إصدار المايكرو 2 - جي 2 أم إي)".
في أوائل يوليو 2013، أعلنت ياهو عن الإغلاق المجدول لخدمة إدارة المهام «أستريد» (تطبيق لإدارة قائمة المهام متعددة المنصات). استحوذت ياهو على الشركة في مايو 2013 وكان من المقرر أن توقف الخدمة في 5 أغسطس 2013. وقد زود الفريق في «أستريد»، عملائه بأداة لتصدير البيانات وأوصى بمنافسين سابقين مثل «وندرلست - قائمة رائعة» و«ساندجلاز».

## خصوصية
في سبتمبر 2013، قال تقرير الشفافية الخاص بـ ياهو إن الشركة تلقت 29 ألف طلب للحصول على معلومات حول المستخدمين من الحكومات في الأشهر الستة الأولى من عام 2013. وجاء أكثر من 12 ألف طلب من الولايات المتحدة.
في أكتوبر 2013، ذكرت صحيفة واشنطن بوست أن وكالة الأمن القومي الأمريكية اعترضت الاتصالات بين مراكز بيانات ياهو، كجزء من برنامج يسمى «عضلي - مسكيلر (دي أس-200 بي)».
في أواخر كانون الثاني (يناير) 2014، أعلنت «ياهو» في مدونة الشركة الخاصة بها أنها اكتشفت «جهدًا منسقًا» لاختراق ربما ملايين حسابات بريد ياهو. دفعت الشركة المستخدمين إلى إعادة تعيين كلمات المرور الخاصة بهم، لكنها لم توضح نطاق الاختراق المحتمل، مستشهدة بتحقيق فيدرالي مستمر.
في أغسطس 2015، حذر باحثون في مالواربيتس ياهو بشأن تعرض مستخدميها للاختراق بسبب نقاط الضعف في أدوبي فلاش بلاير. ووفقًا لهم، قد تسمح الثغرة للمهاجمين بتثبيت «برامج الفدية» على أجهزة الكمبيوتر الخاصة بالمستخدمين وقفل ملفاتهم حتى يدفع العملاء للمجرمين.

### تخزين المعلومات الشخصية وتتبع الاستخدام
من خلال العمل مع كوم سكور، وجدت صحيفة نيويورك تايمز أن ياهو كانت قادرة على جمع بيانات حول المستخدمين أكثر بكثير من منافسيها من مواقع الويب وشبكة الإعلانات. وفقًا لأحد المقاييس، كان لدى ياهو في المتوسط القدرة في ديسمبر 2007 على إنشاء ملف تعريف لـ 2500 سجل شهريًا حول كل زائر من زوارها. ياهو تحتفظ بطلبات البحث لمدة 13 شهرًا. ومع ذلك، رداً على المنظمين الأوروبيين، تقوم ياهو بإخفاء عنوان بروتوكول الإنترنت (أي بي) للمستخدمين بعد ثلاثة أشهر عن طريق حذف آخر ثماني بتات.
في 29 مارس 2012، أعلنت ياهو أنها ستقدم ميزة «عدم التعقب» في ذلك الصيف، مما يسمح للمستخدمين بإلغاء الاشتراك في تتبع زيارات الويب والإعلانات المخصصة. ومع ذلك، في 30 أبريل 2014، أعلنت شركة ياهو أنها لن تدعم إعداد المتصفح «بميزة عدم التعقب».
وفقًا لمقال نُشر عام 2008 في المجلة الرقمية كومبوتروالد، تمتلك ياهو مستودع بيانات بسعة 2 بيتابايت، تم بناؤه خصيصًا لتحليل سلوك نصف مليار زائر على الويب شهريًا، ومعالجة 24 مليار حدث يومي. في المقابل، فإن قاعدة بياات
دائرة الإيرادات الداخلية لجميع دافعي الضرائب في الولايات المتحدة تبلغ 150 تيرابايت فقط.
في سبتمبر 2016، تم إبلاغ عن سرقة بيانات من 500 مليون حساب ياهو على الأقل في عام 2014.
في أكتوبر 2016، ذكرت وكالة رويترز أنه في عام 2015، أنشأت ياهو برنامجًا للبحث في البريد الإلكتروني لعملائها بناءً على طلب وكالة الأمن القومي أو مكتب التحقيقات الفيدرالي.

## انتقاد
في عام 2000، تم تقديم ياهو إلى المحكمة في فرنسا من قبل أطراف تسعى لمنع المواطنين الفرنسيين من شراء تذكارات تتعلق بالحزب النازي. في مارس 2004، أطلقت ياهو برنامج تضمين مدفوع حيث تم ضمان قوائم المواقع التجارية على محرك بحث ياهو. أوقفت ياهو البرنامج في نهاية عام 2009. تم انتقاد ياهو لتقديم إعلانات عبر شبكة «إعلانات ياهو» للشركات التي تعرضها من خلال برامج التجسس والبرامج الإعلانية.
تعاونت ياهو ومحركات البحث الأخرى مع الحكومة الصينية في مراقبة نتائج البحث. في أبريل 2005، حكم على المعارض شي داو بالسجن 10 سنوات بتهمة «إفشاء أسرار دولة لكيانات أجنبية»  نتيجة تحديد موقع ياهو له عن طريق عنوان أي بي. اعترضت منظمات حقوق الإنسان والمستشار العام للشركة على مدى معرفة ياهو المسبقة بمصيرشي. كما تتهم جماعات حقوق الإنسان ياهو بمساعدة السلطات في اعتقال المنشقين لي تشي وجيانغ ليجون. في أبريل 2017، تمت مقاضاة ياهو لفشلها في دعم اتفاقيات التسوية في هذه القضية. تعهدت شركة ياهو بتقديم الدعم لعائلات المعتقلين وإنشاء صندوق إغاثة لأولئك المضطهدين للتعبير عن آرائهم عبر الإنترنت مع «ياهو لحقوق الإنسان». من مبلغ 17.3 مليون دولار المخصص لهذا الصندوق، تم استخدام 13 مليون دولار لبناء منزل ريفي في واشنطن العاصمة ومشتريات أخرى.
في سبتمبر 2003، أُدين المنشق وانغ شي اونينغ بتهمة «التحريض على تقويض سلطة الدولة» وحُكم عليه بالسجن لمدة عشر سنوات. ربط «ياهو هونج كونج» مجموعة وانج بعنوان بريد إلكتروني محدد على ياهو. رفعت كل من زوجة شي اونينج والمنظمة العالمية لحقوق الإنسان دعوى قضائية ضد ياهو بموجب قوانين حقوق الإنسان نيابة عن وانج وشي.
نتيجة للتدقيق الإعلامي المتعلق بمتحرش الأطفال عبر الإنترنت ونقص عائدات الإعلانات الكبيرة، تم إغلاق غرف الدردشة «التي أنشأها المستخدمون» في ياهو في يونيو 2005. في 25 مايو 2006، تم انتقاد بحث ياهو عن الصور لإحضاره صور جنسية صريحة حتى عندما تكون خاصية «البحث الآمن» نشطًا.
في أغسطس 2015، اشترت ياهو 40٪ (23٪ في سبتمبر 2013) منمالك مجموعة علي بابا، والتي كانت موضع جدل لسماحها ببيع المنتجات المشتقة من أسماك القرش. حظرت الشركة بيع منتجات زعانف سمك القرش على جميع منصات التجارة الإلكترونية الخاصة بها اعتبارًا من 1 يناير 2009.
في 30 نوفمبر 2009، انتقدت مؤسسة الحدود الإلكترونية ياهو لإرسالها إشعار قانون الألفية للملكية الرقمية إلى موقع «كريبتوم» الخاص بالمبلغين عن المخالفات بسبب نشر التفاصيل والأسعار والإجراءات الخاصة بالحصول على معلومات خاصة تتعلق بمشتركي ياهو بشكل عام.
بعد أن أثيرت بعض المخاوف بشأن الرقابة على رسائل البريد الإلكتروني الخاصة فيما يتعلق بموقع ويب تابع لاحتجاجات حركة «احتلوا وول ستريت»، ردت ياهو باعتذار وفسرتها على أنها حادث.
بعد تقارير إعلامية عن بريسم، برنامج المراقبة الإلكترونية الضخم لوكالة الأمن القومي، في يونيو 2013، تم تحديد العديد من شركات التكنولوجيا كمشاركين، بما في ذلك ياهو.
ياهو مدرج في أوراق الجنة، وهي مجموعة من الوثائق الإلكترونية السرية المتعلقة بالاستثمار الخارجي والتي تم تسريبها إلى صحيفة زود دويتشه تسايتونج الألمانية.

## إدارة

### المدراء التنفيذيين
ماريسا ماير (2012-2017)
روس ليفنسون المؤقت (2012)
سكوت طومسون (2012)
تيم مورس المؤقت (2011-2012)
كارول بارتز (2009-2011)
جيري يانغ (2007-2009)
تيري سيميل (2001-2007)
تيموثي كوغل (1995-2001)
غادر الرئيس التنفيذي السابق للعمليات، هنريك دي كاسترو، الشركة في يناير 2014 بعد أن قامت ماير، التي عينها في البداية بعد تعيينه كرئيس تنفيذي، بإقالته. دي كاسترو، الذي عمل سابقًا في جوجل وماكنزي، تم توظيفه لإحياء أعمال «إعلانات ياهو».

## ياهو الدولية
ياهو يقدم واجهة متعددة اللغات. الموقع متاح بأكثر من 20 لغة. المواقع الدولية للشركة مملوكة بالكامل لشركة ياهو، باستثناء مواقعها في اليابان والصين.
ياهو تمتلك 34.75٪ حصة أقلية في ياهو! اليابان، بينما تمتلك مجموعة سوفت بنك35.45٪، ياهو!إكسترا في نيوزيلندا، وياهو! 7 تمتلك 51٪ من و49٪ تنتمي إلى تليكوم نيوزيلندا، وياهو! 7 في أستراليا، وهي اتفاقية بين 50-50 ياهو والشبكة السبعة. تاريخيا، دخلت ياهو في اتفاقيات مشروع مشترك مع مجموعة سوفت بنك للمواقع الأوروبية الرئيسية (المملكة المتحدة وفرنسا وألمانيا) وكذلك كوريا الجنوبية واليابان. في نوفمبر 2005، اشترت ياهو حصص الأقلية التي تمتلكها سوفت بنك في أوروبا وكوريا.
اعتادت ياهو أن تمتلك 40٪ من الأسهم و35٪ من قوة التصويت في مجموعة علي بابا، التي تدير بوابة إلكترونية في الصين باستخدام الاسم التجاري «ياهو! الصين». ليس لدى ياهو في الولايات المتحدة سيطرة مباشرة على مجموعة علي بابا، التي تعمل كشركة مستقلة تمامًا. في 18 سبتمبر 2012، بعد سنوات من المفاوضات، وافقت «ياهو» على بيع حصة 20٪ إلى علي بابا مقابل 7.6 مليار دولار.
في 8 مارس 2011، أطلقت ياهو خدماتها المحلية في رومانيا بعد سنوات من التأخير بسبب الأزمة المالية.
دخلت ياهو رسميًا منطقة الشرق الأوسط وشمال إفريقيا عندما استحوذت على مكتوب، وهي بوابة إلكترونية للاستضافة والخدمات الاجتماعية باللغة العربية على مستوى المنطقة، في 25 أغسطس 2009. نظرًا لأن الخدمة إقليمية، أصبحت ياهو رسميًا ياهو مكتوب في المنطقة.
في 31 ديسمبر 2012، نشر موقع ياهو! أغلقت كوريا جميع خدماتها وغادرت البلاد، حيث قال المجال السابق باللغة الكورية، «بدءًا من 31 ديسمبر 2012، انتهى موقع ياهو! كوريا. يمكنك الانتقال إلى موقع ياهو الأصلي للحصول على مزيد من معلومات ياهو». وسرعان ما اختفت هذه الرسالة أيضًا، ولم يتبق منها سوى شريط بحث فارغ ومهجور مدعوم من بنيغ.
في 2 سبتمبر 2013، نشر موقع ياهو! أغلقت الصين وأعيد توجيهها إلى taobao.com، وتمت إعادة توجيهها إلى صفحة بحث ياهو سنغافورة.
«ياهو! كوريا» هي شركة تابعة لشركة ياهو! في كوريا الجنوبية، وقد تأسست في سبتمبر 1997. وكان مقرها الرئيسي ياهو! برج على طهران في منطقة كانغنام في سول. بسبب قلة عدد المستخدمين، أعلنت الشركة عن خروجها من السوق الكورية في 31 ديسمبر 2012.

## وصلات خارجية
- الموقع الرسمي
- ياهو! على موقع IMDb (الإنجليزية)